# 上海国际舞蹈中心
上海国际舞蹈中心位于上海市长宁区虹桥路1650号，建成于2016年，占地近4万平方米，内驻上海芭蕾舞团、上海歌舞团、上海戏剧学院舞蹈学院和上海戏剧学院附属舞蹈学校。

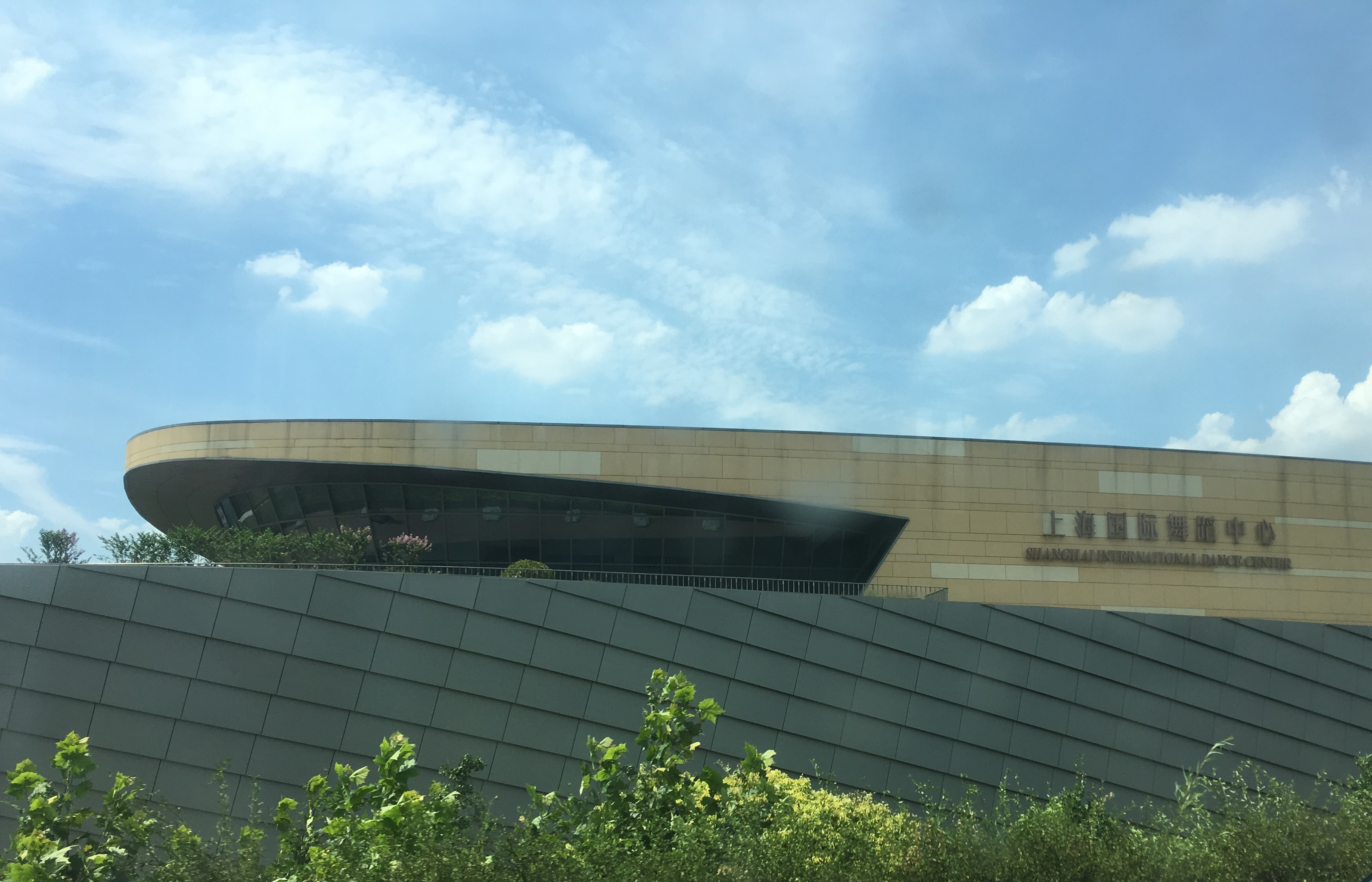
上海国际舞蹈中心

由于建筑限高，总建筑面积8.35万平方米中，有4.14万平方米為地下建筑面积，修缮建筑面积10385平方米。该址原来的6幢小洋楼为上海市舞蹈学校校舍，新建上海国际舞蹈中心时一同修缮了6幢小洋楼。

## 历史
2012年9月28日上午，上海国际舞蹈中心开工建设仪式在虹桥路1650号隆重举行。
2016年10月1日，上海国际舞蹈中心正式交付使用，共有四个新建筑，其中2号楼建筑是主剧场，所有建筑之间都不设围墙。

## 交通
- 上海轨道交通水城路站：上海轨道交通10号线

## 参看
- 上海市舞蹈学校